# Transportador

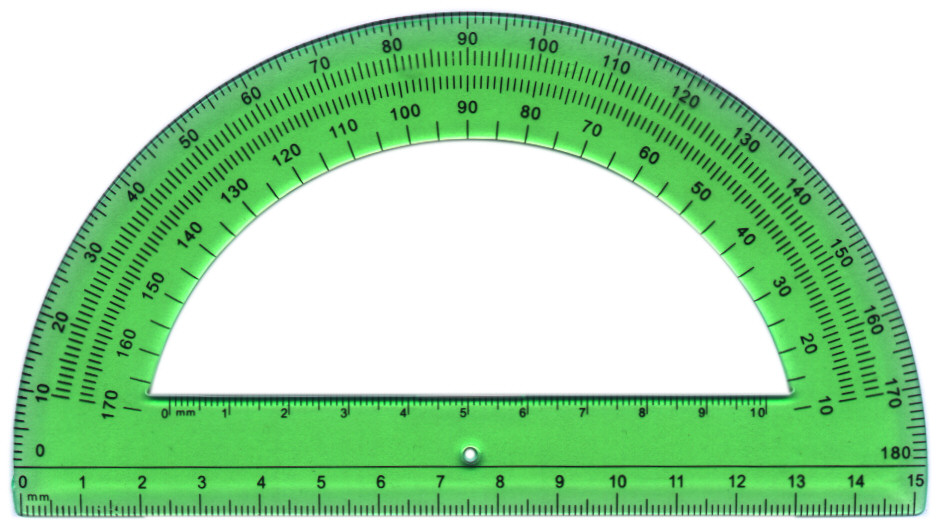
Transportador con forma semicircular en sistema sexagesimal y amplitud de 180°.

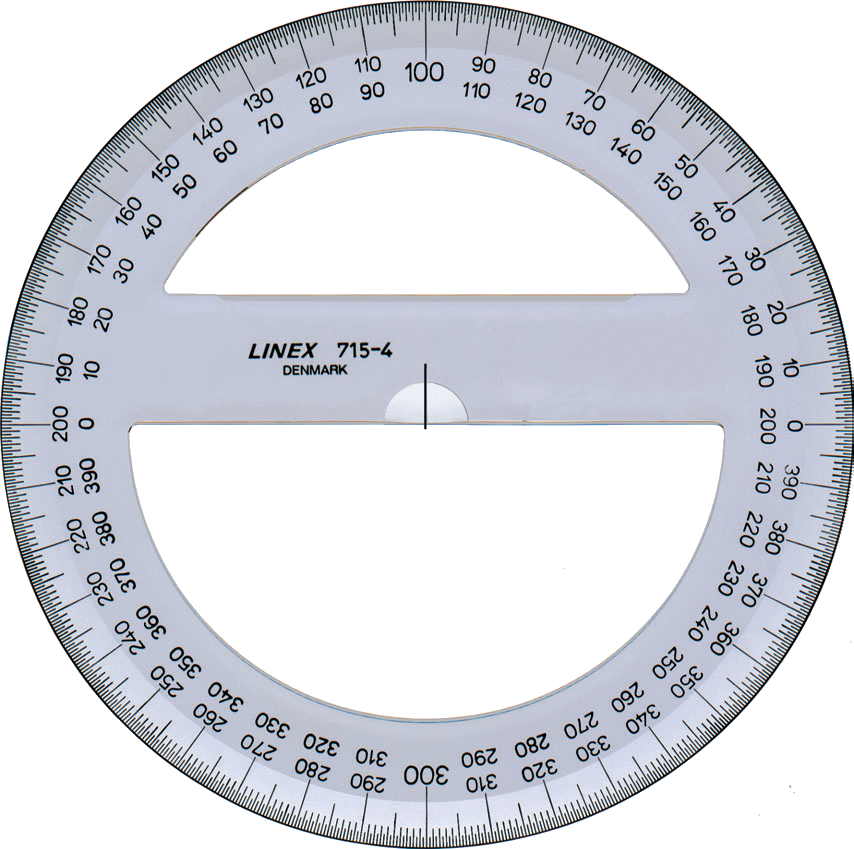
Transportador con forma circular en sistema centesimal y amplitud de 400°.

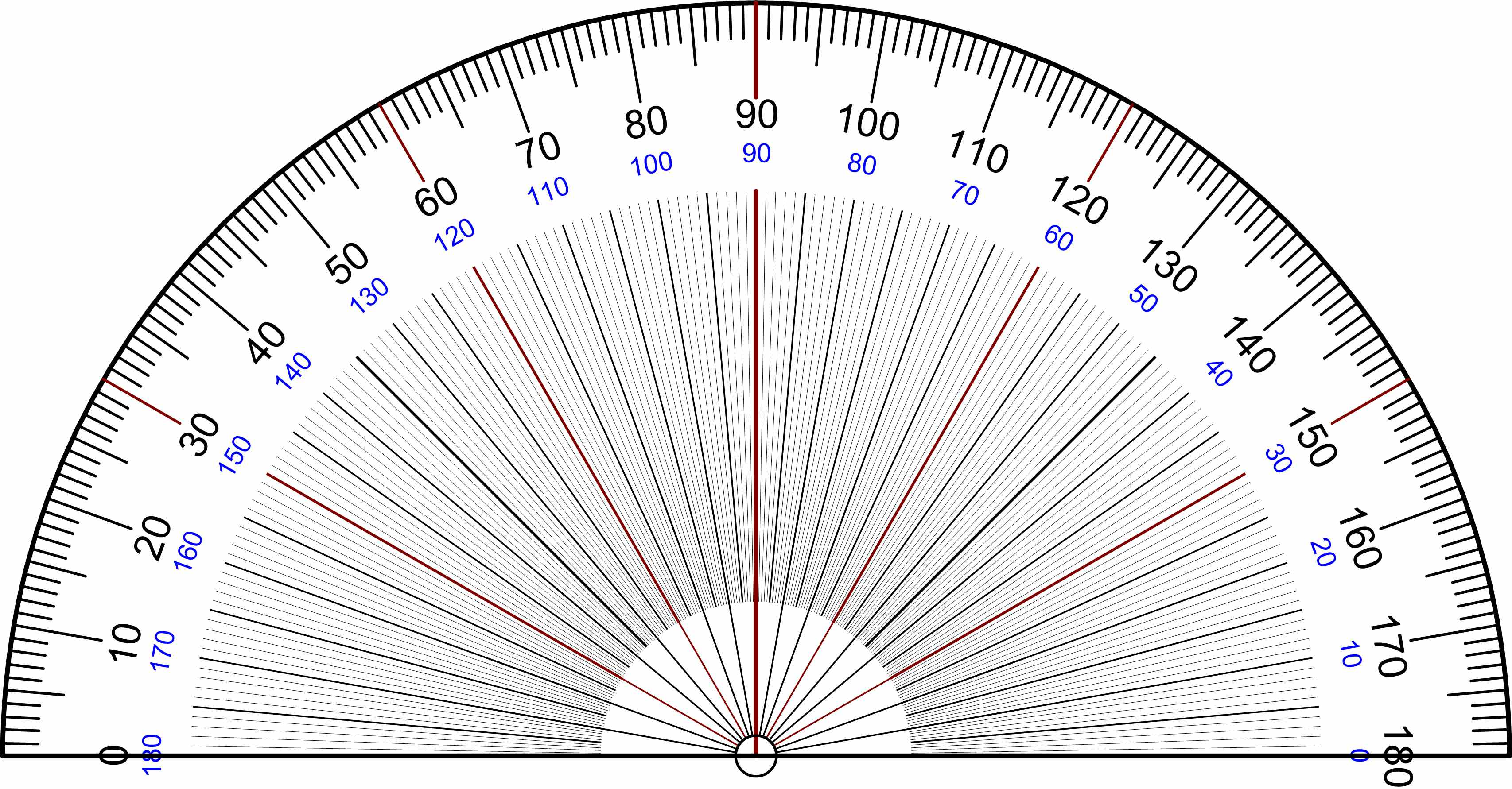
Transportador con amplitud de 180° en sistema sexagesimal.

Transportador combinado con una escuadra (conocido en alemán como Geodreieck)

Un transportador es un instrumento que mide ángulos en grados y que viene en dos presentaciones básicas:
- Transportador con forma semicircular graduado en 180° (grados sexagesimales) o 200g (grados centesimales). Es más común que el circular, pero tiene la limitación de que al medir ángulos cóncavos (de más de 180° y menos de 360°), se tiene que realizar una doble medición.

- Transportador con forma circular graduado en 360° o 400g.

Para trazar un ángulo en grados se sitúa el centro del transportador en el vértice del ángulo y se alinea la parte derecha del radio (semirrecta de 0º) con el lado inicial. Enseguida se marca con un lápiz el punto con la medida del ángulo deseada. Finalmente se retira el transportador y se traza con la regla desde el vértice hasta el punto previamente establecido o un poco más largo según se desee el lado terminal del ángulo.
Para medir un ángulo en grados, se alinea el lado inicial del ángulo con el radio derecho del transportador (semirrecta de 0°) y se determina, en sentido contrario al de las manecillas del reloj, la medida que tiene, prolongando en caso de ser necesario los brazos del ángulo por tener mejor visibilidad.
El transportador es una herramienta muy útil en diversas profesiones técnicas, como la arquitectura, la ingeniería o el diseño gráfico. En varios oficios se utiliza para calcular con precisión los ángulos de las estructuras y construcciones a pequeña escala, así como para medir objetos como libros, libretas, entre otros.

## Historia
Se remonta a las primeras matemáticas conocidas, en Egipto y Babilonia. Los egipcios establecieron la medida de los ángulos en grados, minutos y segundos. Sin embargo adaptaron, hasta los tiempos de la Grecia clásica no empezó a haber trigonometría en las matemáticas. En el siglo II a. C., el astrónomo Hiparco de Nicea inventó una tabla trigonométrica llamada transportador para resolver triángulos. Comenzando con un ángulo de 7.5° y yendo hasta 180° con incrementos de 7.5°, la tabla daba la longitud de la cuerda delimitada por los lados del ángulo central dado que corta a una circunferencia de radio. No se sabe con certeza el valor de radio utilizado por Hiparco, pero sí se sabe que 300 años más tarde el astrónomo Tolomeo utilizó radio = 60, pues los griegos adoptaron el sistema numérico sexagesimal (base 60) de los babilonios.
Tolomeo incorporó en su gran libro de astronomía, el Almagesto, una tabla de cuerdas parecida a un transportador con incrementos angulares de 1°, desde 0° a 180°, con un error menor que 1/3600 de unidad. También Mazorca explicó su método para compilar esta tabla de cuerdas, y a lo largo del libro dio bastantes ejemplos de cómo utilizar la tabla para calcular los elementos desconocidos de un triángulo a partir de los conocidos. Tolomeo fue el autor del que hoy se conoce como teorema de Menelao para resolver triángulos esféricos con el transportador, y durante muchos siglos su trigonometría fue la introducción básica para los astrónomos. Quizás al mismo tiempo que Tolomeo, los astrónomos de la India habían desarrollado también un sistema trigonométrico basado en la función seno en vez de cuerdas como los griegos. Esta función seno, al contrario que el seno utilizado en la actualidad, no era una proporción, sino la longitud del lado opuesto a un ángulo en un triángulo rectángulo de hipotenusa dada. Los matemáticos indios utilizaron diversos valores para esta, en sus tablas de transportador.